# Pietro Barbarigo
Pietro Barbarigo (Venezia, giugno 1671 – Venezia, 1º maggio 1725) è stato un patriarca cattolico italiano.

## Biografia
Nato a Venezia nel 1671, figlio di Gerolamo e Lucrezia Malipiero, Pietro Barbarico intraprese la carriera ecclesiastica giovanissimo, divenendo canonico coadiutore a Padova e venendo ordinato sacerdote il 17 marzo 1696. Nel 1698 venne eletto primicerio della basilica ducale di San Marco di Venezia, passo che fu preludio della sua elezione a patriarca e reggente di quell'arcidiocesi.
L'8 maggio 1706, quando il suo predecessore Giovanni Alberto Badoer venne nominato cardinale ed eletto alla guida della diocesi di Brescia, il Barbarigo venne chiamato infatti a succedergli; la sua nomina venne approvata da papa Clemente XI ed egli stesso venne consacrato patriarca dal vescovo di Padova, Giorgio Corner. Sulla sua scelta alla guida della chiesa lagunare, si ricorda la leggenda secondo la quale nella sala ove il senato era riunito per prescegliere il nuovo patriarca, la scelta ricadde sul Barbarigo dal momento che da una finestra aperta entrò una colomba che andò a posarsi sulla spalla dell'ormai anziano Gerolamo Barbarigo, padre di Pietro, segno che Dio ne aveva prescelto il figlio.
Come patriarca, Pietro Barbarigo fu munifico nei confronti dei poveri, cogliendo altresì l'occasione per benedire al culto tre nuove chiese (quella di San Moisè nel 1709, quella di Sant'Andrea alla Certosa nel 1721 e quella di San Marziale nel 1721). Nel 1714 convocò un sinodo diocesano, dai cui resoconti appare comunque chiaro come la personalità del patriarca veneziano in quegli anni fu perlopiù protesa a conservare lo status quo delle cose piuttosto che a cercare di riformare la chiesa locale. Cauto e parco nelle parole, si mantenne sempre distante dalle questioni politiche del suo tempo.
Morì a Venezia il primo maggio 1725 e la salma venne sepolta nella chiesa dei Santi Vito e Modesto.

## Genealogia episcopale
La genealogia episcopale è:
- Cardinale Guillaume d'Estouteville, O.S.B.Clun.
- Papa Sisto IV
- Papa Giulio II
- Cardinale Raffaele Sansone Riario
- Papa Leone X
- Papa Paolo III
- Cardinale Francesco Pisani
- Cardinale Alfonso Gesualdo di Conza
- Papa Clemente VIII
- Cardinale Pietro Aldobrandini
- Vescovo Laudivio Zacchia
- Cardinale Antonio Barberini
- Cardinale Alessandro Cesarini
- Cardinale Alessandro Crescenzi, C.R.S.
- Cardinale Giambattista Rubini
- Cardinale Giorgio Corner
- Patriarca Pietro Barbarigo